# Kolmanskop
Kolmanskop (afr. za Colemanovo brdo, njem. Kolmannskuppe) je napušteni grad, tzv. grad duhova, u pustinji Namib na jugu Namibije. Nalazi se nekoliko kilometara u unutrašnjost od lučkog grada Lüderitza.
Godine 1908. radnik Zacharias Lewala slučajno je pronašao dijamant kada je radio na ovom području. Ubrzo je utvrđeno da se ovdje nalaze velike količine dijamanata, pa su se ubrzo ovdje naselili mnogobrojni njemački rudari. Stanovnici su potaknuti velikim bogatstvom od dijamanata izgradili grad u stilu njemačkih gradova toga vremena. Grad je imao sve sadržaje i institucije, kao što su bolnica, plesna dvorana, elektrana, škola, kuglana, kazalište i športska dvorana, kockarnica, kao i prvi tramvaj u Africi. Grad je imao željezničku vezu s Lüderitzom. Nakon Prvog svjetskog rata zalihe dijamanata su gotovo potrošene, a grad je konačno napušten 1954. godine. Dio napuštenih građevina se urušio ili je pak dijelom zatrpan pijeskom.
Kolmanskop je danas turistička atrakcija i najpoznatiji grad duhova u Namibiji. Pošto se nalazi u zaštićenom području Sperrgebiet turisti moraju imati posebnu dozvolu za ulazak.

## Vanjske poveznice
|  | Zajednički poslužitelj ima još gradiva o temi Kolmanskop |

- Kolekcija fotografija Kolmanskopa iz 2012. (njem.)